# Travis Diener
Travis Lyle Diener (Fond du Lac, Wisconsin, 1 de marzo de 1982) es un jugador de baloncesto estadounidense, nacionalizado italiano, que se encuentra sin equipo. Con 1,85 de estatura, juega en la posición de base.
Es primo del también jugador de baloncesto Drake Diener, con el que compartió equipo en el Dinamo Sassari.

## Carrera

### Universidad
Travis tuvo una exitosa carrera en la Universidad de Marquette. En su año freshman (2001-02) mantuvo el tipo con 7.9 puntos y 2.6 asistencias. Instaló un nuevo récord como freshman en lo que a triples se refiere (57) en los Golden Eagles. Fue incluido en el Quinteto Freshman.
Como sophomore en la 2002-03 estuvo en 11.8 puntos y 5.6 asistencias. Fue incluido en el 2.º Quinteto All-Conference USA. El logro más relevante fue que alcanzó con Marquette la Final Four, donde cayeron ante Kansas.
En su temporada júnior 2003-04 cogió las riendas del equipo ante la marcha de la estrella Dwyane Wade a la NBA y firmó unos fantásticos 18.8 puntos y 6 asistencias. Fue incluido en el Mejor Quinteto All-Conference USA. Esa temporada se convirtió en el primer jugador de la C-USA en liderar la liga en puntos y asistencias. Acabó 2.º en la conferencia en porcentaje de tiros libres (88.3%), en porcentaje de triples (45%), en triples y en el ratio asistencias-perdidas (2.53).
La 2004-05, en lo que suponía su año sénior, se despidió de la universidad con la mejor de sus temporadas en Marquette: 19.7 puntos y 7 asistencias. De nuevo nombrado en el Mejor Quinteto All-Conference USA.
Finalizó su carrera en Marquette con 120 partidos a sus espaldas, con unos promedios de 14.1 puntos (incluido un 41.3% en triples), 3.1 rebotes, 5.1 asistencias y 1.32 robos. Lideró la clasificación histórica de triples (284), 2.º en asistencias (617), 3.º en anotación (1.691) y 8.º en robos (158).

### Profesional

#### NBA
Travis fue elegido por Orlando Magic en el puesto 38 de 2.ª ronda del draft de 2005. Su elección causó controversia en Orlando y su afición, que demandaba otra cosa que no fuera un base, la posición más reforzada de la plantilla con Steve Francis y Jameer Nelson.
Diener debutó en la NBA el 2 de diciembre de 2005 ante Memphis Grizzlies. Y aunque lo hizo con derrota, quedó un buen sabor de boca personal con el 3-3 en triples que se marcó aquella noche. Algo parecido logró repetir ante Milwaukee Bucks en lo que era el debut ante su público. Se fue a 14 puntos, con 4-4 en triples. Acabó su año rookie con 3.8 puntos y 43.9% en triples, la mejor noticia sin duda para su equipo.
En la pretemporada de la 2006-07 se salió, promedió 20.3 puntos y 6.5 asistencias en la Pepsi Pro Summer League. Lideró el triunfo ante Chicago Bulls con 34 puntos, incluyendo 7 triples (de 10 intentos). El 14 de diciembre de 2006, Travis anotó su máximo en anotación con 16 (con 3-3 en triples) ante Charlotte Bobcats, en un encuentro televisado a nivel nacional. Sus promedios en anotación fueron idénticos a los de la temporada como novato, 3.8 puntos, pero mejor en asistencias, 1.3.
El 23 de julio de 2007 firmó como agente libre con Indiana Pacers un contrato de 4.9 millones por tres años. Fue cortado por los Pacers en marzo de 2010 y a los pocos días fichó por Portland Trail Blazers.

#### Europa
Tras cinco temporadas en la NBA, de cara a la temporada 2010-11 decide dar el salto a Europa firmando un contrato por el Dinamo Sassari de la LEGA italiana. En su cuarta temporada gana la Copa y es nombrado MVP de la final.
Después de cuatro temporadas en Sácer, en junio de 2014, decide retirarse del baloncesto como jugador, y se convierte en director deportivo de la universidad de Marquette. Su camiseta con el dorsal #12 fue retirada por el Dinamo Sassari.
Pero, en julio de 2017, decide regresar y firma por el Vanoli Cremona. Renovando al año siguiente, y dejando el club finalmente en 2020 tras tres temporadas.

### Selección nacional
En mayo de 2013, adquiere la nacionalidad italiana a través de su esposa, que desciende de italianos. Eso le permitió jugar con el equipo nacional de Italia el EuroBasket 2013.

## Estadísticas de su carrera en la NBA

### Temporada regular
| Año     | Equipo   | PJ  | PT | MPP  | %TC  | %3P  | %TL  | RPP | APP | ROB | TPP | PPP |
| ------- | -------- | --- | -- | ---- | ---- | ---- | ---- | --- | --- | --- | --- | --- |
| 2005–06 | Orlando  | 23  | 0  | 10.7 | .420 | .439 | .833 | .9  | .7  | .3  | .0  | 3.8 |
| 2006–07 | Orlando  | 26  | 0  | 11.1 | .425 | .360 | .800 | .7  | 1.3 | .2  | .0  | 3.8 |
| 2007–08 | Indiana  | 66  | 21 | 20.5 | .370 | .318 | .901 | 1.7 | 3.8 | .5  | .1  | 6.9 |
| 2008–09 | Indiana  | 55  | 0  | 13.1 | .413 | .390 | .800 | 1.6 | 2.2 | .5  | .1  | 3.7 |
| 2009–10 | Portland | 5   | 0  | 5.2  | .250 | .200 | .500 | .2  | .8  | .2  | .0  | .6  |
| Total   | Total    | 179 | 21 | 14.9 | .388 | .353 | .847 | 1.4 | 2.4 | .4  | .0  | 4.8 |

### Playoffs
| Año   | Equipo   | PJ | PT | MPP | %TC  | %3P  | %TL  | RPP | APP | ROB | TPP | PPP |
| ----- | -------- | -- | -- | --- | ---- | ---- | ---- | --- | --- | --- | --- | --- |
| 2010  | Portland | 2  | 0  | 3.5 | .000 | .000 | .000 | .0  | 1.0 | .0  | .0  | .0  |
| Total | Total    | 2  | 0  | 3.5 | .000 | .000 | .000 | .0  | 1.0 | .0  | .0  | .0  |